# 2004 tại Tây Ban Nha
Dưới đây là sự kiện trong năm tại Tây Ban Nha 2004.

## Đương nhiệm
| Ảnh | Vị trí               | Tên                          |
| --- | -------------------- | ---------------------------- |
|     | Quân chủ Tây Ban Nha | Juan Carlos I                |
|     | Thủ tướng            | José María Aznar López       |
|     | Thủ tướng            | José Luis Rodríguez Zapatero |

## Sự kiện

### Tháng 3
- 11 tháng 3: Vụ đánh bom xe lửa Madrid 2004.[2]